# Старченко Денис Володимирович
Денис Володимирович Старченко (нар. 18 липня 1994, Глухів, Сумська область, Україна) — український футболіст, воротар київської «Ніки».

## Життєпис
Народився в місті Глухів, на Сумщині. Футболом розпочав займатися на сусідній Чернігівщині. З 2009 по 2011 рік виступав у юнацькому чемпіонаті Чернігівської області та ДЮФЛУ за «Десну» та СДЮСШОР «Десна».
Дорослу футбольну кар'єру розпочав у рідному місті, з 2012 по 2015 рік виступав за місцеві «Спартак-Кварцит» та «Велетень-Спартак» у чемпіонаті Сумської області. Наприкінці липня 2015 року підписав свій перший професійний контракт, з «Барсою». У футболці сумського колективу дебютував 26 серпня 2015 року в програному (0:7) виїзному поєдинку 5-го туру Другої ліги України проти ковалівського «Колоса». Денис вийшов на поле на 46-й хвилині замість Івана Фельде. Загалом у сезоні 2015/16 років провів 12 матчів у Другій лізі України.
У середині липня 2016 року вільним агентом приєднався до «Енергії». У футболці новокаховського клубу дебютував 24 липня 2016 року в нічийному (2:2) виїзному поєдинку 1-го туру Другої ліги України проти вінницької «Ниви-В». Старченко вийшов на поле в стартовому складі та відіграв увесь матч. У команді провів півтора сезони, за цей час у Другій лізі України провів 29 матчів, ще 3 поєдинки провів у кубку України.
Наприкінці січня 2018 року відправився на перегляд до «Миколаєва», за результатами якого уклав договір з вище вказаним клубом. У футболці «корабелів» дебютував 19 травня 2018 року в програному (1:2) виїзному поєдинку 34-го туру Першої ліги України проти краматорського «Авангарду». Денис вийшов на поле в стартовому складі та відіграв увесь матч. Наприкінці січня 2019 року продовжив контракт з «Миколаєвом» За неповні два сезони у складі «Миколаєва» провів 33 матчі в Першій лізі України та 1 поєдинок у кубку України. Окрім цього провів 3 поєдинки зіграв за «Миколаїв-2» у Другій лізі України.
На початку березня 2020 року підписав контракт з «Кристалом», але не зіграв за херсонський клуб жодного офіційного матчу.  У середині липня 2020 року вільним агентом підсилив «Черкащину». У футболці нового клубу дебютував 26 липня 2020 року в нічийному (1:1) домашньому поєдинку 23-го туру Першої ліги України проти запорізького «Металурга». Старченко вийшов на поле в стартовому складі та відіграв увесь матч. У 2020-му календарному році провів 14 матчів у Першій лізі України та 3 поєдинки у кубку України.
У середині березня 2021 року став гравцем «Дніпра». У футболці черкаського клубу дебютував 19 березня 2021 року в програному (0:1) виїзному поєдинку 13-го туру групи Б Другої ліги України проти криворізького «Кривбасу». Денис вийшов на поле в стартовому складі та відіграв увесь матч. У другій половині сезону 2020/21 років провів 12 матчів у Другій лізі України.
У середині липня 2021 року підсилив «Кремінь». У футболці кременчуцького клубу дебютував 24 липня 2021 року в переможному (2:0) домашньому поєдинку 1-го туру Першої ліги України проти щевченківського «ВПК-Агро». Старченко вийшов на поле в стартовому складі та відіграв увесь матч. У літньо-осінній частині сезону 2021/22 років року провів 5 матчів. У листопаді 2021 року залишив розташування «Кременя».
На початку січня 2022 року приєднався до соснівської «Дружби», яка виступала в чемпіонаті Сумської області з футзалу. Проте вже на початку березня 2022 року вирівшив спробувати свої сили за кордоному, приєднався до нижчолігового словацького клубу «Стара Любовня». Проте вже в середині серпня 2022 року повернувся до України, де став гравцем аматорського колективу «Нафтовик» (Охтирка). Виступав за команду в чемпіонаті Сумської області та аматорському чемпіонаті України.
З весни 2023 року виступав за «Сумигаз» в чемпіонаті Сумської області з футзалу. 7 вересня 2023 року приєднався до аматорського колективу «Ніка» (Київ).